# Изабель (ураган)
Ураган Изабель (англ. Hurricane Isabel) — самый мощный и наиболее смертоносный тропический циклон, наблюдавшийся в сезоне 2003 года в бассейне Атлантического океана.
Изабель — девятый по счёту циклон, пятый ураган и второй катастрофический ураган максимально возможной пятой категории сезона 2003 года.

## Общие сведения

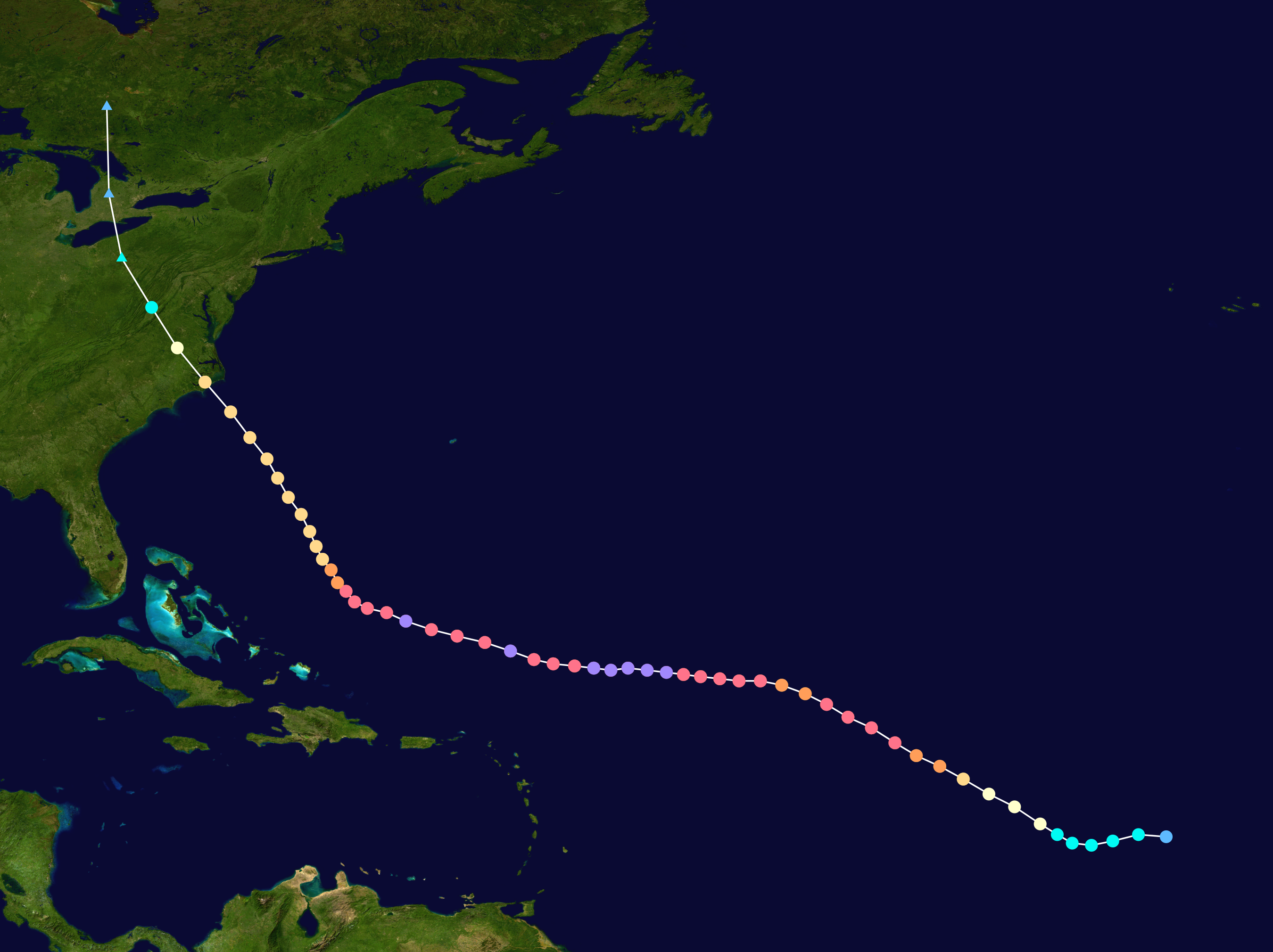
Траектория движения Урагана Изабель. Расстояниям между точками соответствует путь циклона, пройденный за шесть часов

Циклон образовался 6 сентября 2003 года в области огромной тропической волны в Атлантическом океане и изначально двигался на северо-запад в направлении акватории Карибского моря. Находясь в благоприятных метеорологических условиях (относительно высокая температура морской поверхности и малое число сдвигов ветра в атмосфере) циклон постоянно набирал мощь, пока к 11 сентября постоянная скорость ветра в атмосферном возмущении не достигла 265 км/ч, что соответствует максимальному статусу урагана пятой категории по шкале классификации Саффира — Симпсона. В течение четырёх следующих дней интенсивность урагана несколько раз падала и снова возрастала, а утром 18 сентября циклон в фазе урагана второй категории достиг континентальной части Соединённых Штатов Америки и обрушился на побережье штата Северная Каролина, устойчивая скорость ветра в центре стихии при этом составляла 165 км/ч.
После контакта с сушей Изабель начала быстро терять мощь, при подходе на следующий день к западной границе штата Пенсильвания перешла во внетропическую стадию и в течение суток расформировалась над центральной территорией штата.
В штате Северная Каролина огромная волна урагана Изабель смыла часть острова Хаттерас, превратив его в то, что в настоящее время называется «Бухтой Изабель». Разрушения были самыми грандиозными за всю историю ураганов, проходивших вдоль внешних берегов острова, где были повреждены или полностью разрушены более тысячи жилых домов. Самый большой урон «Изабель» нанесла штату Виргиния, в особенности на территории Хэмптон-Роудс и вдоль побережья рек на западе и севере, а также в городах Ричмонд и Вашингтон. В Виргинии было объявлено о наибольшем количестве смертей и наибольшем ущербе от прошедшего урагана. В штатах Северная Каролина и Виргиния было зарегистрировано порядка 64 % разрушений и 68 % смертельных случаев, в Виргинии на несколько дней были выведены из строя линии электропередачи, а в нескольких отдалённых деревнях электроснабжение прекратилось на несколько недель. По грубым подсчётам около 6 миллионов человек осталось без электроэнергии. Последовавшие за ураганом наводнения стали причиной второй волны разрушений, ущерб от которых был оценен по предварительным подсчётам в десятки тысяч долларов США.
Оползни от прошедшей стихии простирались от Южной Каролины до штата Мэн и в западном направлении до штата Мичиган. «Визит» Изабель обошёлся казне Соединённых Штатов примерно в 3,6 миллиардов долларов США. В семи штатах страны непосредственно от урагана погибло шестнадцать человек, в шести штатах — ещё тридцать пять от последствий разыгравшейся стихии.

## Метеорологическая история

Ураган Изабель входит на территорию Северной Каролины

1 сентября 2003 года от побережья Африки в северо-западном направлении стала двигаться тропическая волна. Связанная с волной область низкого давления медленно направлялась на запад. Изначально конвекция потоков в воздушном фронте была организована лучше, чем у других атлантических циклонов. 3 сентября в южном районе островов Кабо-Верде конвективная система циклона начала ухудшаться, но на следующий день шторм продолжил набирать свою силу с удвоенной энергией, попав 5 сентября в классификацию циклонов Дворака. 6 сентября основываясь на развитии замкнутой циркуляции поверхности, специалисты отметили момент превращения тропического шторма № 13 в ураган «Изабель». После этого в течение 13 часов Национальным центром США по ураганам не предпринималось никаких действий и не проводилось никаких совещаний.
Формируясь в тёплых водах из легкого ветра, Изабель постепенно и спиралеобразно развивалась вокруг территории с глубокой конвекцией в центре природного образования. Она постоянно набирала силу, двигаясь на северо-восток, и превратилась в ураган 7 сентября, последовательно образуя центр в виде глаза бури с глубочайшей конвекцией воздушных потоков. Центр урагана и его внешний поток постоянно набирали силу, а глубина конвективных потоков быстро разрослась до 40-60 километров. Изабель очередной раз усилилась 8 сентября и достигла категории большого урагана, поскольку покрывала территорию в 2100 километров в направлении северо-востока от острова Барбуда. 9 сентября Изабель достигла своей максимальной интенсивности, скорость ветра при этом достигала 215 км/ч, и в последующие 24 часа стала ураганом четвёртой категории по шкале ураганов Саффира — Симпсона.
К 10 сентября центр урагана стал менее обозначенным, конвективная система около центра начала разрушаться и северо-восточная граница урагана стала потихоньку сокращаться. В результате Изабель ослабла и приобрела третью категорию по шкале Саффира — Симпсона, повернув затем к западу в направлении Бермудских островов и области действия Азорского антициклона. К концу суток 10 сентября Изабель снова усилилась до четвёртой категории с последовавшим углублением конвекции центральной части спирального образования. Ураган продолжал нарастать и подошёл к пику своей активности 11 сентября при скорости ветра в 270 км/ч, что соответствовало пятой категория по шкале Саффира — Симпсона. В последующие сутки судя по расположению «глаза бури» активность Изабель понемногу начала идти на спад, хотя и оставалась в пределах урагана пятой категории.
В последующие часы центр спирального образования перемещался в направлении движения циклона и наблюдалось ослабление внешнего потока со снижением конвекции в районе «глаза бури», в результате чего 13 сентября Изабель перешла в разряд урагана четвёртой категории. Ослабление скорости спирального вращения циклона произошло у северной границы стихии, что позволило Изабель сменить направление движения с запада на северо-запад. Заняв основательные позиции, центр урагана охватил в диаметре территорию в 65 километров, его «глаз бури» стал менее очерченным, однако в конце суток 13 сентября Изабель снова вышла в пятую категорию по шкале Саффира — Симпсона. Национальный совет США по ураганам запустил ракету с метеозондом, который зафиксировал порывы ветра в 375 км/ч. Данный показатель стал самым большим за всю историю метеорологических наблюдений в Атлантическом океане. 14 сентября на короткое время произошло небольшое потепление воздушных масс и ураган очередной раз ослабел до четвёртой категории. В этот же день структура спирали Изабель кардинально реорганизовалась и в третий раз ураган перешёл в пятую категорию, находясь на расстоянии 650 километров к северу от города Сан-Хуан в Пуэрто-Рико.
Тёплые облака вокруг эпицентра привели к дальнейшему снижению силы урагана и 15 сентября Изабель снова перешла в четвёртую категории шкалы классификации Саффира — Симпсона. В то же время внутреннее ядро глубокой конвекции начало терять свою структурность и «глаз бури» стал угасать. Поскольку северо-западный край «глаза» перестроился на юго-восток, то сам ураган принял вектор движения почти точно на северо-запад. Усилившийся вертикальный ветер внёс также внёс немалый вклад в дальнейшее ослабление бури, в результате чего Изабель 16 сентября оказалась во второй категории по шкале классификации, находясь в 1035 километрах к юго-востоку от мыса Хаттерас в Северной Каролине. Конвекция циклона оставалась минимальной, хотя внешняя его спираль не потеряла своей структуры и Изабель оставалась ураганом второй категории два следующих дня со скоростью ветра до 165 км/ч между мысом Наблюдения и островом Окракок (Северная Каролина), пока 18 сентября не обрушилась на континентальное побережье штата. После этого ураган резко снизил свою интенсивность и оставался ураганом второй и первой категории вплоть до достижения Западной Виргинии на следующие сутки. После прохождения территории штата Изабель превратилась в тропический шторм, а затем, при прохождении западной части Пенсильвании — в субтропический шторм. Позже Изабель пересекла озеро Эри в Канаде и в районе округа Кокран (провинция Онтарио) была поглощена другим субтропическим штормом большей величины.

## Подготовка к урагану

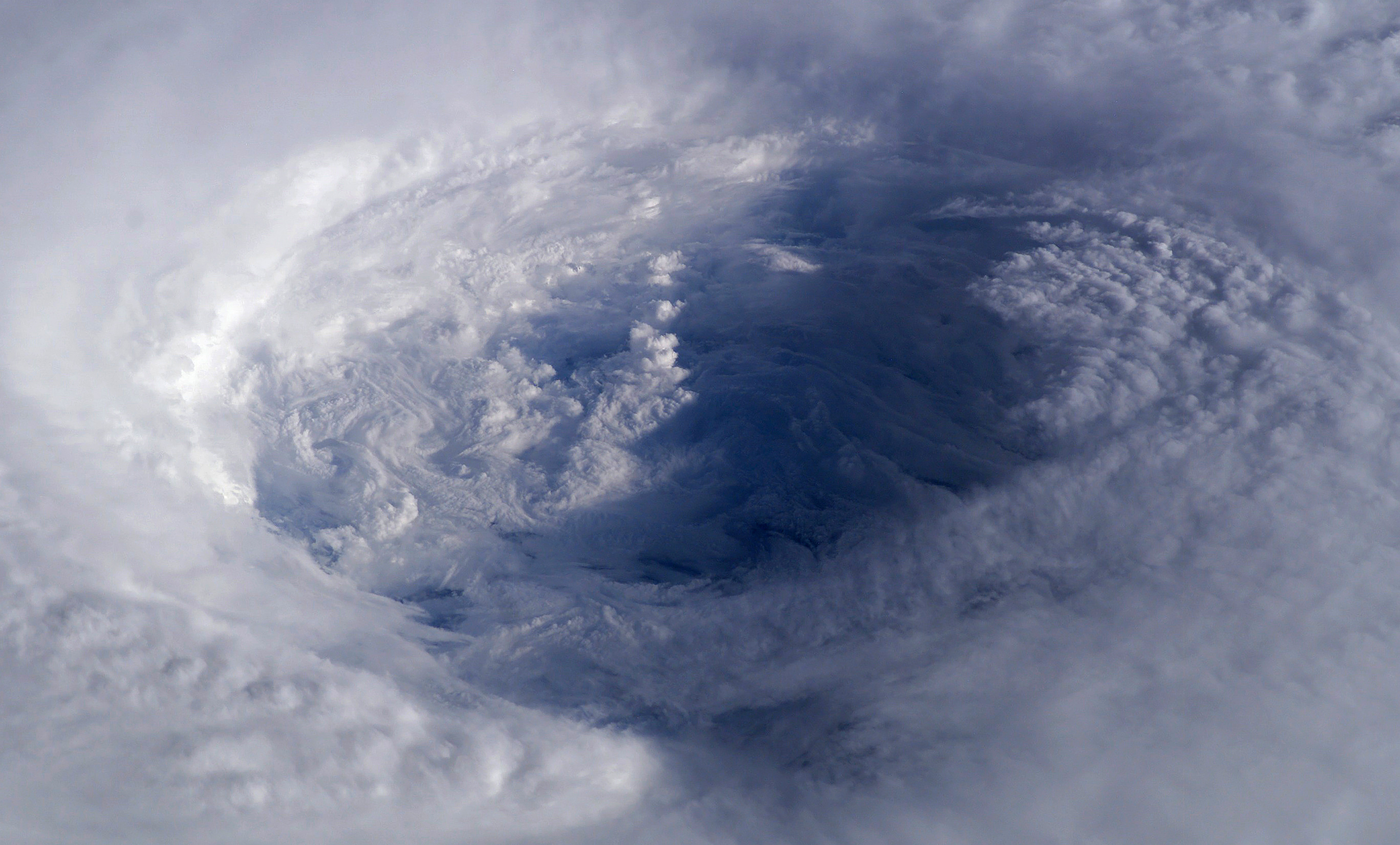
«Глаз бури» Урагана Изабель. Съёмка с Международной космической станции

За 50 часов до того, как Ураган Изабель обрушился на континентальное побережье, Национальный центр США по ураганам выпустил официальное предупреждение о воздушном вихре, наблюдавшемся от района Литтл-Ривер до острова Чинкотиго, включая районы лагун Памлико-саунд, Албермарл-саунд, нижнюю часть Чесапикского залива и движущемся в направлении Литтл-Игг-Харбора в штате Нью-Джерси. Сообщения о первых признаках тайфуна и тропического шторма были также зарегистрированы на всём восточном побережье Соединённых Штатов. К моменту прихода урагана Изабель на побережье поступило большое число сообщений от Чинкотиго в Виргинии до острова Файр-Айленд в штате Нью-Йорк и мыса Страха в штате Северная Каролина. Предупреждения Национального центра США по ураганам оказались достаточно точными: за трое суток до прихода урагана на побережье ошибка в прогнозе составляла 58 километров, а за 48 часов ошибка сократилась уже до 29 километров.
Официальные власти объявили об обязательной эвакуации населения из 24-х округов штатов Северная Каролина, Виргиния и Мэриленд, тем не менее, население по большей части не торопилось покидать свои дома. В соответствии с исследованиями, проведёнными Министерством финансов США, эвакуация населения распределилась следующим образом: 45% жителей района Внешних отмелей, 23 % — из территории около Памлико-саунд в Виргинии и 15 % жителей штата Мэриленд. В целом Ураган Изабель грозил эвакуацией более чем нескольким сотням тысяч жителей главным образом штатов Северная Каролина и Виргиния, включая 12 тысяч человек, находившихся к тому времени в укрытиях.
В ожидании приближающегося урагана вдоль восточного побережья Соединённых Штатов было закрыто 19 крупных аэропортов и отменено более полутора тысяч авиарейсов, был закрыт Вашингтонский метрополитен и остановлено всё автобусное движение, а национальная железнодорожная пассажирская корпорация Amtrak отменила почти всё движение поездов к югу от столицы страны. Школы и офисы, находившиеся на пути следования урагана, имели достаточно времени для подготовки к его приходу; магазины бытовой техники отмечали резкое увеличение покупок фанеры, фонарей, переносных генераторов — жители вплотную готовились к натиску стихии. Работа Федерального правительства страны была временно приостановлена, свою деятельность продолжало лишь Управление по борьбе с чрезвычайными ситуациями. Командование Военно-морскими силами США отозвало 40 кораблей, подводных лодок и более дюжины самолётов из опасных районов близ Норфолка в Виргинии.

## Столкновение
| Регион            | Смертей | Смертей        | Ущерб (долларов США) |
| Регион            | Прямых  | От последствий | Ущерб (долларов США) |
| Флорида           | 1       | 0              | 0                    |
| Северная Каролина | 1       | 2              | $450 млн             |
| Виргиния          | 10      | 22             | $1,85 млрд           |
| Западная Виргиния | 0       | 0              | $20 млн              |
| Вашингтон         | 0       | 1              | $125 млн             |
| Мэриленд          | 1       | 6              | $820 млн             |
| Делавэр           | 0       | 0              | $40 млн              |
| Пенсильвания      | 0       | 2              | $160 млн             |
| Нью-Джерси        | 1       | 1              | $50 млн              |
| Нью-Йорк          | 1       | 0              | $90 млн              |
| Род-Айленд        | 1       | 0              | 0                    |
| Онтарио           | 0       | 1              | ?                    |
| Всего             | 16      | 35             | $3,6 млрд            |

Сильные ветры урагана Изабель с дождями распространились на территории от Северной Каролины до Новой Англии и западной границы Виргинии, вырывая с корнями тысячи деревьев и обрывая линии электропередачи на всём пути следования урагана, в конечном итоге оставив без электричества более шести миллионов человек. Некоторые районы на побережье Виргинии, в особенности Хэмптон-Роудс, и северо-восточная часть Северной Каролины оставались без электроснабжения почти месяц. На востоке Северной Каролины и на юго-востоке Виргинии прибрежную часть атаковали огромные волны и в течение всего времени разгула стихии поступали сводки о большом ущербе, причинённом ураганом.
Пройдя по территории Соединённых штатов ураган Изабель унёс жизни 51 человек и причинил ущерб на общую сумму 3,6 миллиардов долларов США.
Губернаторы штатов Пенсильвания, Западная Виргиния, Мэриленд, Нью-Джерси и Делавэр объявили чрезвычайное положение. Изабель стала первым ураганом такой мощи на Атлантическом побережье страны со времён урагана Флойд в сентябре 1999 года. Ущерб от Изабель превысил ущерб от наводнения, вызванного ураганом Агнес в 1972 году, в результате которого пострадало более 60 миллионов человек — почти столько же, сколько и во время урагана Флойд.

### Карибские острова и юго-восток США
Мощные волны, вызванные ураганом, обрушились на северное побережье Больших Антильских островов. Они же одолевали и Багамские острова. Несмотря на то, что географическое расположение Багам предотвращало смертоносное влияние на них большинства тропических штормов, симбиоз расположения, вектора движения, скорости движения и силы урагана Изабель породил большие волны, шедшие к очень узкому, всего около 16 километров в ширину, каналу Провиденс вдоль юго-восточного побережья штата Флорида. Высота волн в Делрей-Бич достигала 4,3 метров, в Бойнтон-Бич причинили значительный ущерб водному транспорту и принесли физические увечья двум пассажирам транспорта. Одного пловца успели спасти в Джуно-Бич. В округе Палм-Бич был зарегистрирован минимальный ущерб, а в северной части штата в городе Флаглер-Бич морские волны достигали 4,5 метров в высоту, что привело к массовому повреждению лодок. На неохраняемом пляже в округе Нассау разбушевавшаяся водная стихия убила одного человека, кроме того в неотложной помощи нуждались ещё шестеро.

### Северная Каролина

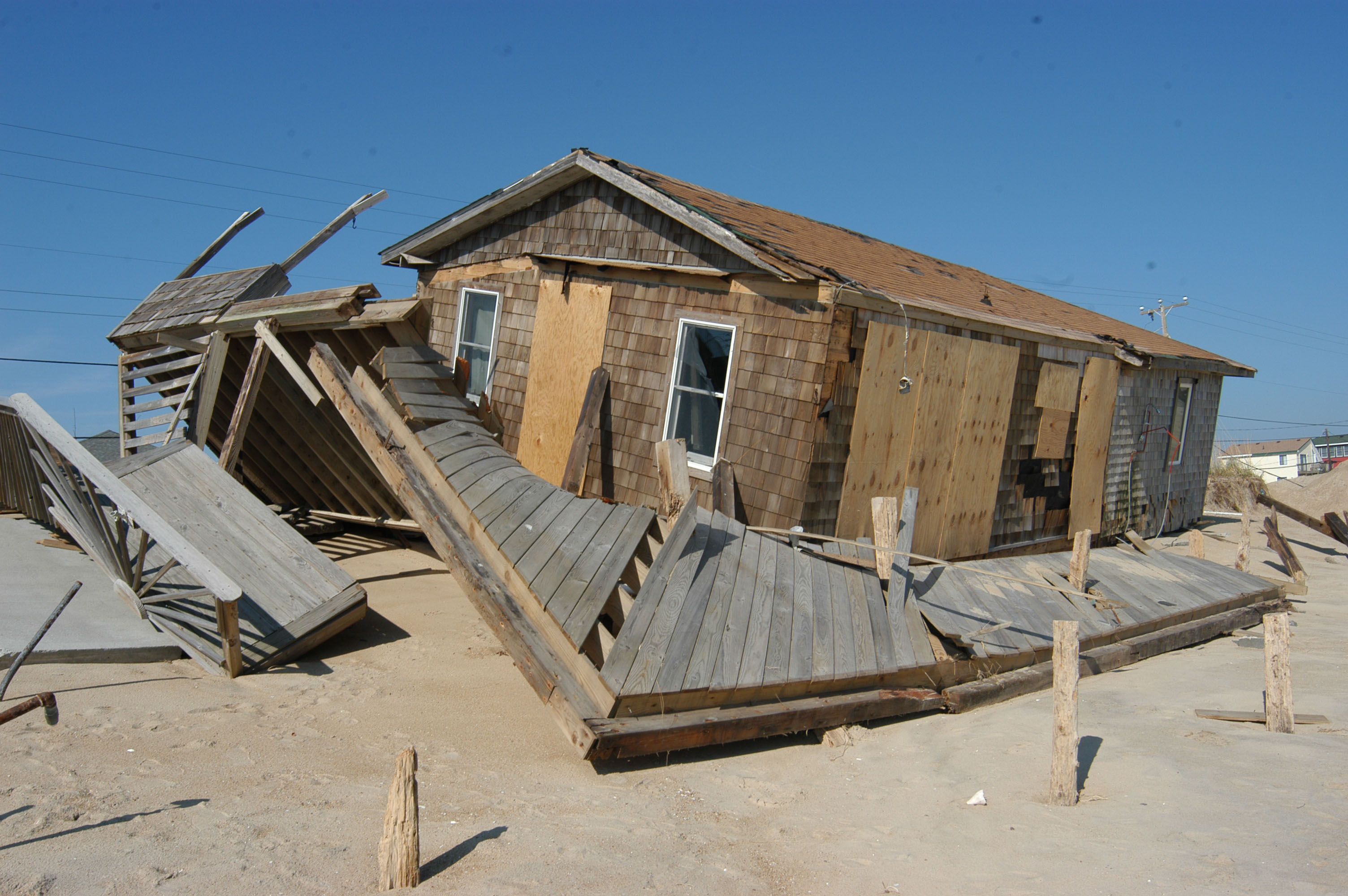
Разрушенный дом в районе Внешних отмелей

Изабель нанесла большой ущерб на востоке штата Северная Каролина, в общей сложности оцененный в 2003 году в 450 миллионов долларов США. Сильнее всего пострадал округ Дэйр, в котором штормовая волна вызвала сильное наводнение и порывы ветра уничтожили тысячи домов. Морская волна образовала 600-метровый пролив на острове Хаттерас, разделив его пополам, и почти на два месяца изолировав их от континентальной части. Порывы ветра вырвали с корнем сотни деревьев, оставив без электроснабжения более 70 тысяч человек. Большинство линий электропередачи были восстановлены лишь несколько дней спустя. По сводкам штата ураган унёс жизни трёх жителей штата Северная Каролина.

### Средняя Атлантика

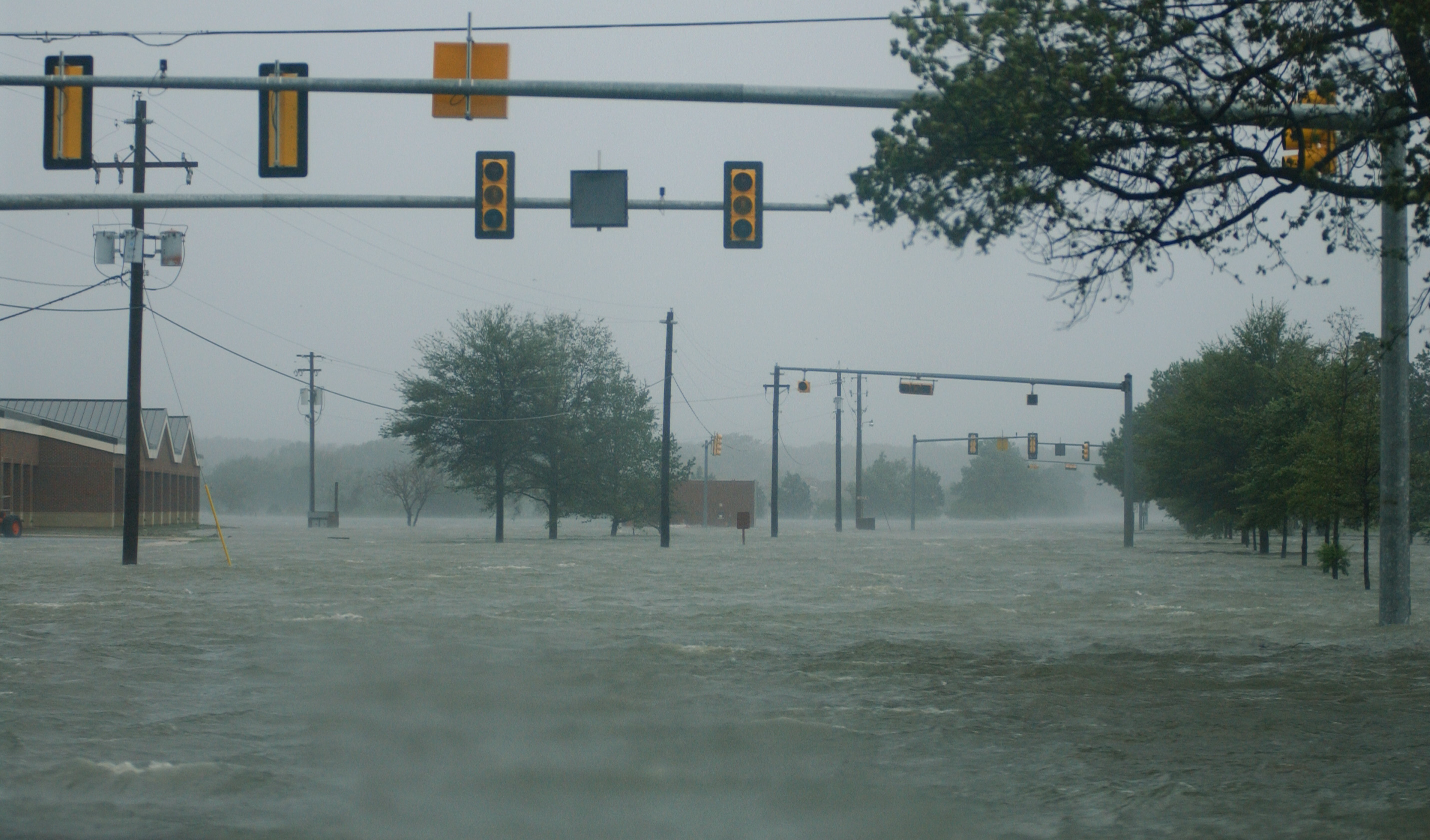
Сильные дожди в Гамильтоне (Виргиния), сопутствовавшие Урагану Изабель

Штормовая волна, накрывшая почти всю юго-восточную часть штата Виргиния, достигала 2,7 метров в высоту. В Ричмонде вдоль течения реки Джеймс волны нанесли немалый ущерб домам местных жителей, особенно в районе срединного течения реки. Кроме того, волна открыла створы шлюза плотины Мидтаунского канала. Рабочие пытались закрыть шлюз, однако порядка 170 тысяч кубометров воды устремились в канал, смыли створы шлюза и самих рабочих, которые в результате инцидента пропали без вести. На суше бушевали сильные ливни, вызвавшие страшное наводнение. Уровень осадков достигал в Верхнем Шерандо 513 миллиметров. Ураган полностью разрушил более тысячи домов и более девяти тысячам причинал серьёзные повреждения. Общий ущерб по сводкам составил около 1,85 млрд долларов США. Во время разгула стихии в Средней Атлантике погибло 32 человека: 10 непосредственно от удара стихии и 22 — от её последствий.
В Мэриленде и Вашингтоне около 1,24 миллионов человек остались без электроэнергии. Самым страшным последствием урагана Изабель стала штормовая волна, затопившая побережье и разрушившая множество пляжей. Сотни зданий восточного Мэриленда были повреждены, разрушены или полностью затоплены. Крупнейшее наводнение произошло в южной части Дорчестера и Саморсета, на острове Кент и в округе Королевы Анны. Сообщения о сильнейшей штормовой волне были зарегистрированы в Балтиморе и Аннаполисе. В Вашингтоне основные разрушения причиняла воздушная стихия. По общим подсчётам Мэриленд и Вашингтон потерпели убытков на сумму свыше 1 млрд долларов США, однако человеческие жертвы в этих двух штатах были минимальны — погиб только один человек.
В штате Делавэр ураган сопровождался наводнением, вызванным тропическим штормом «Генри», прошедшим через штат за два дня до Изабель. Скорость ветра в Луисе достигала 100 км/ч, ветер выдирал с корнем деревья, рвал линии электропередачи везде по всей территории штата, в результате оставив без электроснабжения около 15,3 тысяч человек. Ряд низменностей штата был либо затоплен первой штормовой волной, либо последовавшей за ней наводнением. «Визит» Изабель обошёлся штату Делавэр почти в 44 миллиона долларов США. Сообщений о человеческих жертвах из штата не поступало.

### Северо-восточная часть США

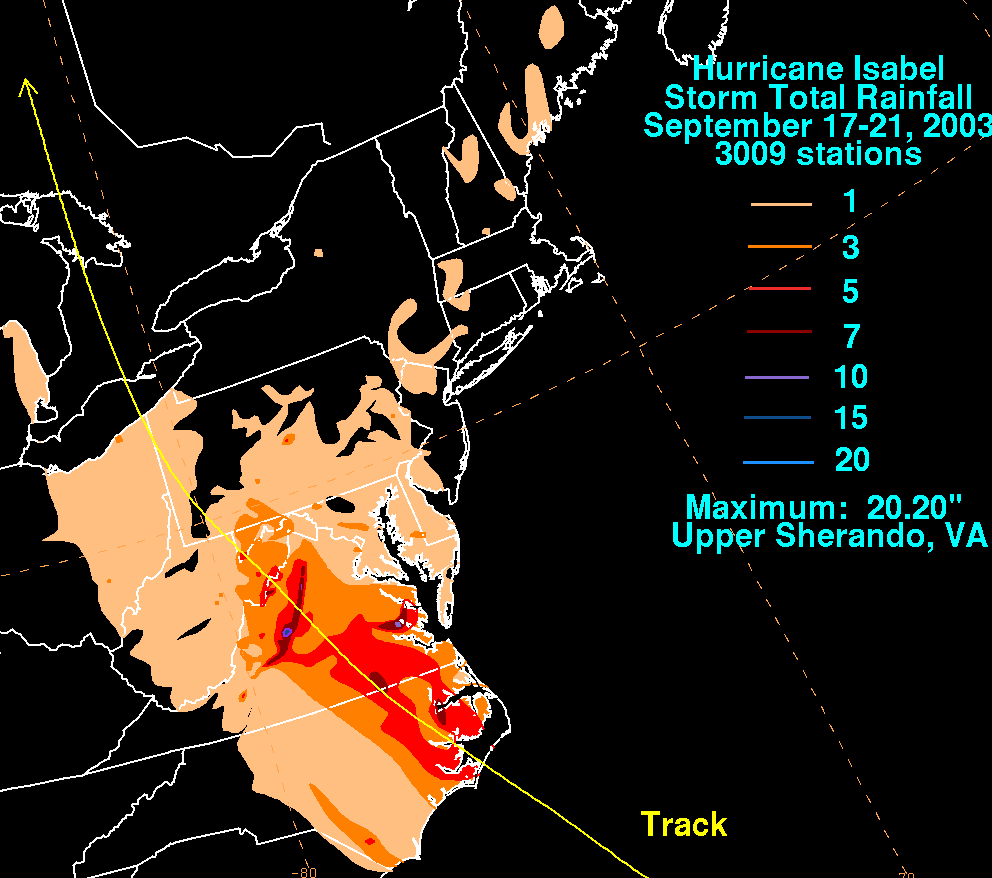
Уровень осадков по восточной части США во время прохождения Урагана Изабель

В штате Нью-Джерси ураган вывернул с корнем сотни деревьев и оборвал множество линий электропередачи, оставив без электричества несколько сотен тысяч жителей штата. Падающим деревом был убит один человек. Штормовая волна вдоль побережья привела с крупным оползням, ещё один человек утонул. Общий ущерб штату Нью-Джерси составил около 55 миллионов долларов США.
Пенсильвания «расплатилась» с ураганом Изабель 175-ю миллионами долларов и двумя жизнями жителей штата, один из которых отравился угарным газом по всей видимости из-за остановки вентиляционного генератора вследствие обрыва линии электропередачи. Воздушная стихия оставила около 1,4 миллионов человек штата без электроэнергии, особый ущерб которым был нанесён падавшими деревьями, повредившими в числе прочих большое число автомобилей и жилых домов.
В штате Нью-Йорк общий ущерб составил 98 миллионов долларов США, в штате Вермонт — около 110 млн долларов. В этих штатах деревьями было убито два человека.

### Финальное движение урагана
В штате Западная Виргиния порывы ветра в 100 км/ч вырвали более тысячи деревьев из раскисшей от ливней земли. Падающие деревья серьёзно повредили более дюжины домов и оставили без электричества 1,4 миллионов человек. Продолжительные ливни вызвали разлив рек в восточной части штата и обошлись ему в 22 миллиона долларов США. После этого Изабель утихомирилась достаточно быстро и количество и уровень дождей пошли на спад, в отдельных районах число осадков достигало 75 миллиметров. Мелкие дожди прошли в Мичигане, там уровень осадков достигал 39 мм. Метеобюро штата зарегистрировало сильный дождь в округе Санта-Клара, где уровень выпавших осадков достиг 64 миллиметров. Сведений о человеческих жертвах в данных штатах не поступало.
Последствия шторма в Канаде были ничтожны по сравнению с Соединёнными Штатами, даже невзирая на множество вырванных с корнем деревьев и порванные провода электроснабжения в Южном Онтарио. Штормовые дожди начались здесь 19 сентября и были похожи скорее на субтропические. Тем не менее, на автомобильных дорогах произошли две крупные аварии с летальным исходом. На озере Онтарио работала большая группа метеорологов, занимавшаяся исследованием процесса превращения тропических штормов в субтропические — эта же группа исследовала два предыдущих шторма, обрушивавшихся на Канаду.

## Последствия урагана

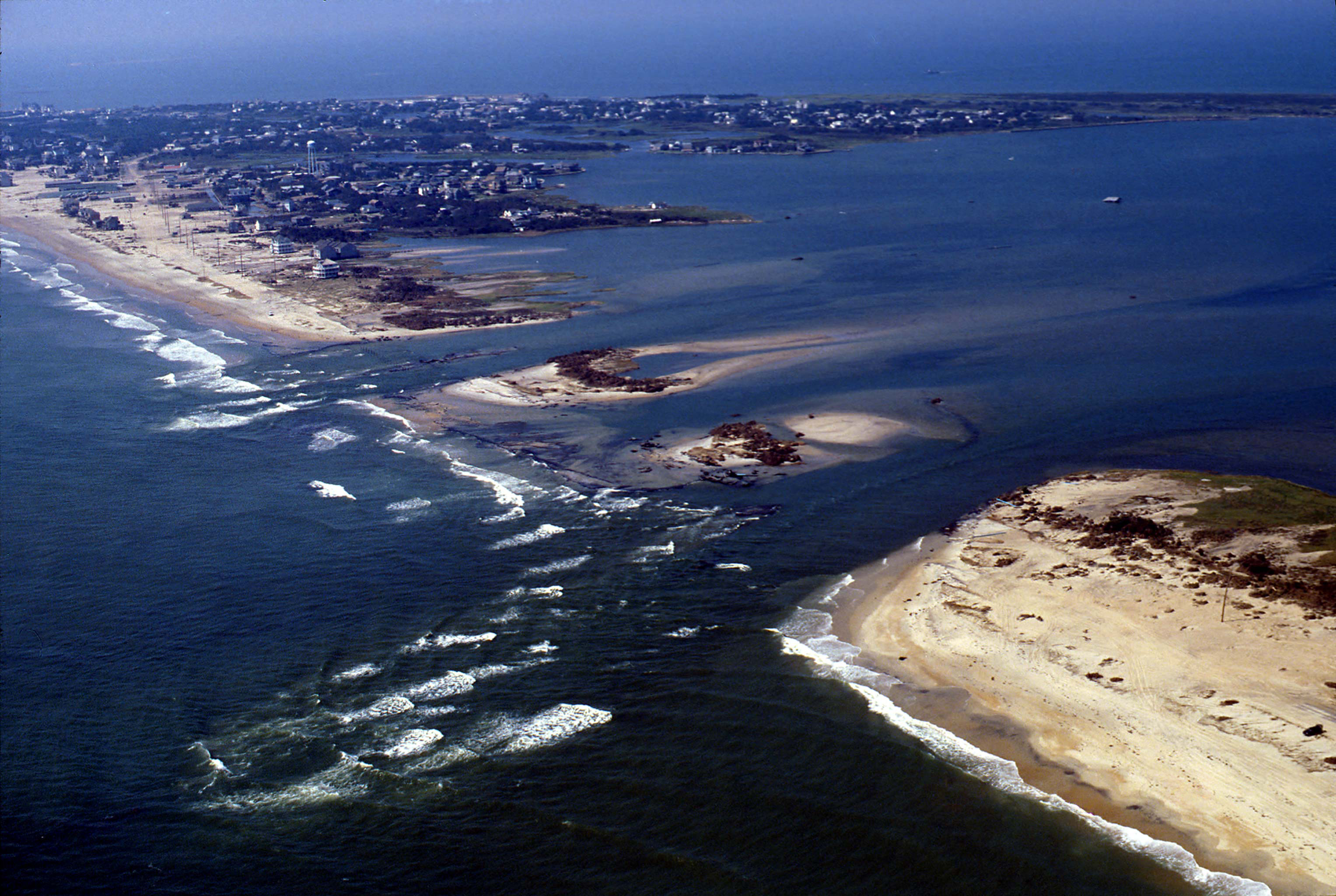
Разрушения на Барьерных Островах после прохождения урагана Изабель

Примерно через неделю после окончания действия урагана Изабель президент США Джордж Буш объявил о масштабах разыгравшейся стихии: в общем и целом пострадало 36 округов штата Северная Каролина, 77 округов и неинкорпорированных городов штата Виргиния, все округа штата Мэриленд, все три округа штата Делавэр и 6 округов штата Западная Виргиния. Декларация о стихийных бедствиях разрешала использование федеральных фондов для проведения работ по восстановлению инфраструктуры и жилищного хозяйства, а также обеспечение помощи пострадавшим от урагана Изабель. В течение четырёх следующих месяцев общий объём помощи составил 576,3[уточнить] в долларовом эквиваленте, в основном средства выделялись штатам Северная Каролина и Виргиния. Материальная помощь была оказана более 166 тысячам человек, её объём превысил 130 млн долларов. Были выделены средства для помощи гражданам в восстановлении жилья или получении жилья для временного проживания. Около 50 тысяч бизнесменов обратились в Администрацию поддержки малого бизнеса за выделением целевых займов, в общей сложности малый и средний бизнес просил у государства около 178 млн долларов США и Федеральное правительство удовлетворило заявки бизнесменов в полном объёме.
Около 40 тысяч человек прошли через местные центры реабилитации и получили дополнительную информацию о своих правах и возможностях. В Северной Каролине сотни жителей находились в бедственном материальном положении в связи с восстановлением образовавшейся «Бухты Изабель». Из-за полного разрушения коммуникаций в этом районе более двух недель не разрешалось находиться гражданам, не проживающим в данной местности. Отложенные когда-то в долгий ящик решения по поводу создания транспортной инфраструктуры как, например, вопрос о том, строить мост или паромную переправу, были наконец приняты невзирая на сопротивление геологов, утверждавших, что «Бухта Изабель» возникла в ходе эволюции для защиты от тайфунов. Земляные работы по созданию транспортных коммуникаций начались 17 октября, спустя месяц после прохождения урагана Изабель. Геологическая служба США использовала в работах песок из паромного канала на юго-западе острова Хаттерас, что должно было свести к минимуму негативное воздействие подводного мусора, попавшего в канал во время урагана. Через два месяца, 22 ноября, Северная Каролина, 12-я автодорога США и остров Хаттерас были снова соединены между собой и стали доступны для всех. В тот же день снова заработал паром между островами Хаттерас и Окракок.